# Branderhof
Branderhof ist ein Ortsteil im Stadtteil Bärbroich von Bergisch Gladbach.

## Geschichte
Der Brander Hof ist aus einer älteren Siedlungsgründung hervorgegangen, die im Urkataster in der Form Branderhof eingetragen ist.
Laut der Uebersicht des Regierungs-Bezirks Cöln besaß der als „Bauergüter“ kategorisierte Ort 1845 fünf Wohnhäuser. Zu dieser Zeit lebten 23 Einwohner im Ort, alle katholischen Glaubens. 1905 standen hier zwei Wohngebäude mit 13 Bewohnern. Das Bestimmungswort Brand deutet darauf hin, dass die ursprüngliche Landgewinnung durch Brandrodung erfolgt ist.
Der Ort ist auf der Topographischen Aufnahme der Rheinlande von 1824, auf der Preußischen Uraufnahme von 1840 und ab der Preußischen Neuaufnahme von 1892 auf Messtischblättern regelmäßig als Branderhof verzeichnet.